# 吉原ナツキ
吉原 ナツキ（よしはら ナツキ、8月14日 - ）は、日本の女性声優。北海道出身。

## 略歴
日本大学芸術学部演劇学科卒業。青二塾東京校II部2期出身。
青二プロダクションに所属していた。

## 人物
音域は下E - 上G、2オクターブと3度。
趣味は乗馬。
資格・免許は普通自動車免許。

## 出演

### テレビアニメ
2002年
- アクエリアンエイジ（女の子D）
- ちょびっツ（女性客）
- プラトニックチェーン（ユカリ）
- ポケットモンスター アドバンスジェネレーション（2002年 - 2006年、スバメ、ココドラ、レアコイル、キマワリ、チリーン 他）

2003年
- アストロボーイ・鉄腕アトム（チームメイト）
- エアマスター（ハルカ、お姉さん）
- 君が望む永遠（女生徒A）
- D.C. 〜ダ・カーポ〜（生徒、女子生徒）
- ボボボーボ・ボーボボ（村人、ミニパッチ、ギブミーベイビー、教師、母）
- ONE PIECE（2003年 - 2009年、村人、子供、エレベーターガール、戦士、ヤマブキ 他）

2004年
- 冒険王ビィト（アルフォードの妻）

2005年
- 創聖のアクエリオン（マヤ）

2006年
- ザ・サード 〜蒼い瞳の少女〜（ジュリエット、管制室オペレーター）
- 出ましたっ!パワパフガールズZ（プードルのおばちゃん）
- 天保異聞 妖奇士（新造2）
- 爆球Hit! クラッシュビーダマン（釧路葉月、次郎）
- 貧乏姉妹物語（看護師）

2007年
- さぁイコー! たまごっち（やんぐまめっち、建物）

2011年
- たまごっち!（やんぐまめっち）

2023年
- ポケットモンスター めざせポケモンマスター（チリーン）

### 劇場アニメ
2003年
- 劇場版ポケットモンスター アドバンスジェネレーション 七夜の願い星 ジラーチ（少女ダイアン）
- おどるポケモンひみつ基地（ゴニョニョ）

2004年
- 劇場版ポケットモンスター アドバンスジェネレーション 裂空の訪問者 デオキシス（アメモース）
- ONE PIECE 呪われた聖剣

2005年
- 劇場版ポケットモンスター アドバンスジェネレーション ミュウと波導の勇者 ルカリオ（チリーン）

2006年
- 劇場版ポケットモンスターアドバンスジェネレーション ポケモンレンジャーと蒼海の王子 マナフィ（ラブカス）

2007年
- えいがでとーじょー! たまごっち ドキドキ! うちゅーのまいごっち!?（やんぐまめっち）

2008年
- 映画! たまごっち うちゅーいちハッピーな物語!?（やんぐまめっち）

### ゲーム
2002年
- Riviera 〜約束の地リヴィエラ〜（レベッカ、ギル）
- ルームメイト・麻美・おくさまは女子高生（飯島志帆）

2004年
- BLACK/MATRIX OO（ステイエン）

2005年
- 卒業 Next Graduation（2005年 - 2006年、新井勝美） - 2作品

2006年
- SIMPLE2500シリーズ Portable!! Vol.2 THE テニス

2012年
- 龍が如く5 夢、叶えし者（かぐや）

### ドラマCD
- Cafe吉祥寺でWW4（2002年、メイド2号）
- 開いてるドアから失礼しますよ（2003年、子供時代の俊二）

### ナレーション
- パコと魔法の絵本 オススメスペシャル
- ベリーベリーサタデー!